# 6684 Volodshevchenko
6684 Volodshevchenko là một tiểu hành tinh vành đai chính với chu kỳ quỹ đạo là 1650.6106572 ngày (4.52 năm).
Nó được phát hiện ngày 19 tháng 8 năm 1977.